# Ali Al-Jabri
Ali Hilal Saud Al-Jabri (arab. علي بن هلال الجابري; ur. 29 stycznia 1990 w al-Burajmi) – omański piłkarz grający na pozycji defensywnego pomocnika. Od 2016 jest zawodnikiem klubu Al-Nahda.

## Kariera piłkarska
Swoją karierę piłkarską Al-Jabri rozpoczął w klubie Al-Nahda, w którym w 2007 roku zadebiutował w pierwszej lidze omańskiej. W sezonie 2008/2009 wywalczył z nim swój pierwszy w karierze tytuł mistrza Omanu. W sezonie 2013/2014 po raz drugi został mistrzem kraju. W 2014 roku odszedł do klubu Fanja SC. W sezonie 2014/2015 został wicemistrzem Omanu, a w sezonie 2015/2016 sięgnął po tytuł mistrzowski. W 2016 roku wrócił do Al-Nahda Club.

## Kariera reprezentacyjna
W reprezentacji Omanu Al-Jabri zadebiutował 2 czerwca 2009 w zremisowanym 0:0 towarzyskim meczu z Koreą Południową. W 2015 roku został powołany do kadry na Puchar Azji, a w 2019 na Puchar Azji 2019.